# Стрихальський Володимир Михайлович
Стрихальський Володимир Михайлович народився 14 вересня 1987 року на Тернопільщині в селі Гайворонка Теребовлянського району Учасник АТО з 2014 року в складі 24 бригади . Під час повномаштабного вторгнення 25 лютого 2022 року мобілізувався до лав 44 артелирійської бригади імені Гетьмана Данила Апостола старший солдат навідник гармати воював на Запорізькому Донецькому Київському напрямках а також на Курщині по стану здоров'я переведений на Сумщину.Загинув 11 квітня 2025 року в селі Садки Сумської області!!! Похований 16 квітня 2025 року в місті Тернополі на Микуленецькому кладовищі на Пантеоні Героїв . Нагороджений медаллю Почесний Громадянин міста Тернополя . В Героя залишилося 2 Синів ,дружина і батьки. в Цивільному житті здобув професію Муляр, штукатур, плиточник в Тернопільському центрі Професійно Технічної освіти Номер 1 
1. ↑  Калинка, Андрій (16 грудня 2019). Новини науки: до 20-річчя галузі мясного скотарва на Буковині. European Scientific Platform.